# Barcita
Barcita là một chi bướm đêm thuộc họ Erebidae.